# Uppsala södra
Uppsala södra är en planerad järnvägsstation i Bergsbrunna i Uppsala kommun som ska byggas längs Ostkustbanan i samband med att området byggs ut med fler bostäder. Stationen ska även vara den sydöstra ändhållplatsen för Uppsalas spårväg. Den kommer att få fyra spår, varav två med en perrong.

## Namn
Det råder delade meningar om stationens namn. Kommunen har länge förespråkat att stationen ska benämnas Uppsala södra, medan Trafikverket och Transportstyrelsen å sin sida föredrar namnet Bergsbrunna.